# Bouquelon
Bouquelon és un municipi francès situat al departament de l'Eure i a la regió de Normandia. L'any 2007 tenia 379 habitants.

## Demografia

### Població
El 2007 la població de fet de Bouquelon era de 379 persones. Hi havia 132 famílies, de les quals 20 eren unipersonals (4 homes vivint sols i 16 dones vivint soles), 36 parelles sense fills, 68 parelles amb fills i 8 famílies monoparentals amb fills.
La població ha evolucionat segons el següent gràfic:
Habitants censats

### Habitatges
El 2007 hi havia 169 habitatges, 134 eren l'habitatge principal de la família, 26 eren segones residències i 9 estaven desocupats. 163 eren cases i 1 era un apartament. Dels 134 habitatges principals, 107 estaven ocupats pels seus propietaris, 26 estaven llogats i ocupats pels llogaters i 1 estava cedit a títol gratuït; 1 tenia una cambra, 3 en tenien dues, 17 en tenien tres, 33 en tenien quatre i 80 en tenien cinc o més. 76 habitatges disposaven pel capbaix d'una plaça de pàrquing. A 49 habitatges hi havia un automòbil i a 78 n'hi havia dos o més.

### Piràmide de població
La piràmide de població per edats i sexe el 2009 era:
| Homes | Edats   | Dones |
| ----- | ------- | ----- |
| 0     | 95 o +  | 0     |
| 0     | 90 a 94 | 0     |
| 4     | 85 a 89 | 4     |
| 0     | 80 a 84 | 0     |
| 4     | 75 a 79 | 4     |
| 8     | 70 a 74 | 4     |
| 8     | 65 a 69 | 4     |
| 0     | 60 a 64 | 8     |
| 4     | 55 a 59 | 0     |
| 8     | 50 a 54 | 8     |
| 12    | 45 a 49 | 16    |
| 24    | 40 a 44 | 16    |
| 12    | 35 a 39 | 16    |
| 12    | 30 a 34 | 8     |
| 4     | 25 a 29 | 8     |
| 0     | 20 a 24 | 4     |
| 24    | 15 a 19 | 20    |
| 8     | 10 a 14 | 28    |
| 12    | 5 a 9   | 12    |
| 8     | 0 a 4   | 0     |

## Economia
El 2007 la població en edat de treballar era de 256 persones, 201 eren actives i 55 eren inactives. De les 201 persones actives 184 estaven ocupades (99 homes i 85 dones) i 17 estaven aturades (10 homes i 7 dones). De les 55 persones inactives 19 estaven jubilades, 18 estaven estudiant i 18 estaven classificades com a «altres inactius».

### Ingressos
El 2009 a Bouquelon hi havia 139 unitats fiscals que integraven 390 persones, la mediana anual d'ingressos fiscals per persona era de 18.874 €.

### Activitats econòmiques
Dels 8 establiments que hi havia el 2007, 2 eren d'empreses de construcció, 1 d'una empresa financera, 1 d'una empresa immobiliària, 3 d'empreses de serveis i 1 d'una empresa classificada com a «altres activitats de serveis».
Dels 2 establiments de servei als particulars que hi havia el 2009, 1 era una lampisteria i 1 perruqueria.
L'any 2000 a Bouquelon hi havia 21 explotacions agrícoles que ocupaven un total de 664 hectàrees.

## Equipaments sanitaris i escolars
El 2009 hi havia una escola elemental integrada dins d'un grup escolar amb les comunes properes formant una escola dispersa.

## Poblacions més properes
El següent diagrama mostra les poblacions més properes.